# Хлорид платины(II,IV)
Хлорид платины(II,IV) — неорганическое соединение, соль металла платины и соляной кислоты с формулой Pt2Cl6, тёмно-зелёные кристаллы, плохо растворяется в холодной воде.

## Получение
- Действие хлора под давлением на металлическую платину:

{\displaystyle {\mathsf {2Pt+3Cl_{2}\ {\xrightarrow {400^{o}C,p}}\ Pt_{2}Cl_{6}}}}
- Разложение хлорида платины(IV) при нагревании (внутреннее диспропорционирование):

{\displaystyle {\mathsf {2PtCl_{4}\ {\xrightarrow {370-380^{o}C}}\ (Pt^{II}Pt^{IV})Cl_{6}+Cl_{2}}}}

## Физические свойства
Хлорид платины(II,IV) образует тёмно-зелёные кристаллы.
По строению может рассматриваться как гексахлороплатинат(IV) платины(II) Pt[PtCl6].
Плохо растворяется в воде.

## Химические свойства
- Разлагается при нагревании:

{\displaystyle {\mathsf {Pt_{2}Cl_{6}\ {\xrightarrow {435^{o}C}}\ PtCl_{2}+Cl_{2}}}}
- С концентрированной соляной кислотой образует тетрахлороплатинаты и гексахлороплатинаты водорода:

{\displaystyle {\mathsf {Pt_{2}Cl_{6}+2HCl\ {\xrightarrow {}}\ H_{2}[PtCl_{4}]+H_{2}[PtCl_{6}]}}}
- Реагирует с концентрированными щелочами:

{\displaystyle {\mathsf {Pt_{2}Cl_{6}+6NaOH\ {\xrightarrow {}}\ Pt(OH)_{2}\downarrow +PtO_{2}\downarrow +6NaCl+2H_{2}O}}}